# Melanclenos
Los Melanclenos (del griego μελας "negro" y κλενος "manto") eran un pueblo del norte de Escitia, posiblemente habitantes del curso superior del Donets o bien del bajo Dniéper (antiguo Borístenes), o tal vez más al sur; en las fronteras de la Cólquida según Plinio el Viejo.
Hecateolos consideraba escitas, si bien Heródoto sostenía que no lo eran. Lo cierto es que, de acuerdo a las descripciones, observaban las mismas costumbres que los escitas y vestían de negro como identifica su nombre, tal vez debido a que su ganado tenía pelaje oscuro. 
Durante la invasión persa de Escitia, este pueblo permaneció neutral al igual que otros de sus vecinos, sin embargo parte de la campaña de Darío transcurrió en su territorio.